# Life (bài hát của Des'ree)
"Life" là một bài hát của nghệ sĩ thu âm người Anh quốc Des'ree nằm trong album phòng thu thứ ba của cô, Supernatural (1998). Nó được phát hành vào ngày 8 tháng 6 năm 1998 bởi Sony Soho Square như là đĩa đơn đầu tiên trích từ album. Bài hát sau đó cũng xuất hiện trong album tổng hợp của nữ ca sĩ, Endangered Species (2000). "Life" được đồng viết lời và sản xuất bởi Des'ree và Prince Sampson, người từng tham gia cộng tác với cô trong album phòng thu trước I Ain't Movin' (1994). Đây là một bản pop kết hợp với soul mang nội dung đề cập đến những câu chuyện quen thuộc trong cuộc đời mỗi người như "mê tín dị đoan, nỗi ám ảnh và du hành vòng quanh thế giới".
Sau khi phát hành, "Life" gặt hái những phản ứng trái chiều từ các nhà phê bình âm nhạc, trong đó họ đánh giá cao giai điệu vui tươi cũng như quá trình sản xuất của nó. Tuy nhiên, bài hát cũng vấp phải nhiều chỉ trích bởi nội dung lời bài hát vô nghĩa, và từng được xếp ở vị trí thứ nhất trong danh sách những bài hát có "phần lời tệ nhất mọi thời đại" theo một cuộc bình chọn của BBC năm 2007. Mặc dù vậy, nó đã nhận được một đề cử giải Brit cho Đĩa đơn Anh quốc của năm tại lễ trao giải thường niên lần thứ 9. "Life" cũng tiếp nhận những thành công vượt trội về mặt thương mại, đứng đầu các bảng xếp hạng ở Áo, Ý, Hà Lan và Tây Ban Nha, và lọt vào top 10 ở hầu hết những quốc gia nó xuất hiện, bao gồm vươn đến top 5 ở nhiều thị trường lớn như Bỉ, Đan Mạch, Pháp, Ireland, Tây Ban Nha, Thụy Điển và Thụy Sĩ. Tại Vương quốc Anh, bài hát đạt vị trí thứ tám trên bảng xếp hạng UK Singles Chart, trở thành đĩa đơn có thứ hạng cao nhất của nữ ca sĩ tại đây.
Video ca nhạc cho "Life" được đạo diễn bởi Mike Lipscombe, trong đó bao gồm những cảnh Des'ree đi trên một chiếc xe mui trần giữa một cánh đồng mía, với một chiếc máy bay nông nghiệp bay phía trên đã thả xuống cánh đồng rất nhiều bướm. Để quảng bá bài hát, nữ ca sĩ đã trình diễn bài hát trên nhiều chương trình truyền hình và lễ trao giải lớn, bao gồm CD:UK, Top of the Pops và giải thưởng Âm nhạc Thế giới năm 1999. Kể từ khi phát hành, "Life" đã xuất hiện trong một số tác phẩm điện ảnh và truyền hình, như Cleo và The Office. Mặc dù rất thành công trên toàn cầu, nó đã không được phát hành ở Hoa Kỳ nên không thể lọt vào bảng xếp hạng Billboard Hot 100.

## Danh sách bài hát
Đĩa CD tại châu Âu
1. "Life" (bản đĩa đơn) – 3:28
2. "Open Mind" – 4:19

Đĩa CD #1 tại Anh quốc
1. "Life" (bản đĩa đơn) – 3:28
2. "Open Mind" – 4:19
3. "Get a Life" – 3:32
4. "I'm Kissing You" – 4:52

Đĩa CD #2 tại Anh quốc
1. "Life" (bản dài) – 4:22
2. "Life" (Cosmack phối) – 4:25
3. "Life" (Cosmack phối mở rộng) – 7:45
4. "Life" (Brooklyn Funk R&B phối - không rap) – 5:00

## Xếp hạng
| Bảng xếp hạng (1998)                | Vị trí cao nhất |
| ----------------------------------- | --------------- |
| Úc (ARIA)                           | 8               |
| Áo (Ö3 Austria Top 40)              | 1               |
| Bỉ (Ultratop 50 Flanders)           | 2               |
| Bỉ (Ultratop 50 Wallonia)           | 3               |
| Đan Mạch (Tracklisten)              | 5               |
| Châu Âu (Eurochart Hot 100 Singles) | 1               |
| Pháp (SNEP)                         | 2               |
| Đức (Official German Charts)        | 8               |
| Ireland (IRMA)                      | 3               |
| Ý (FIMI)                            | 1               |
| Hà Lan (Dutch Top 40)               | 1               |
| Hà Lan (Single Top 100)             | 1               |
| New Zealand (Recorded Music NZ)     | 21              |
| Na Uy (VG-lista)                    | 9               |
| Scotland (OCC)                      | 18              |
| Tây Ban Nha (AFYVE)                 | 1               |
| Thụy Điển (Sverigetopplistan)       | 3               |
| Thụy Sĩ (Schweizer Hitparade)       | 3               |
| Anh Quốc (OCC)                      | 8               |

| Bảng xếp hạng (1998)                 | Vị trí |
| ------------------------------------ | ------ |
| Australia (ARIA)                     | 38     |
| Austria (Ö3 Austria Top 40)          | 7      |
| Belgium (Ultratop 50 Flanders)       | 22     |
| Belgium (Ultratop 40 Wallonia)       | 17     |
| Denmark (Tracklisten)                | 27     |
| Europe (European Hot 100 Singles)    | 8      |
| France (SNEP)                        | 11     |
| Germany (Official German Charts)     | 27     |
| Italy (FIMI)                         | 5      |
| Japan (Tokyo Hot 100)                | 8      |
| Netherlands (Dutch Top 40)           | 6      |
| Netherlands (Single Top 100)         | 7      |
| Sweden (Sverigetopplistan)           | 21     |
| Switzerland (Schweizer Hitparade)    | 12     |
| UK Singles (Official Charts Company) | 66     |

| Bảng xếp hạng (1990–99)    | Vị trí |
| -------------------------- | ------ |
| France (SNEP)              | 44     |
| Netherlands (Dutch Top 40) | 29     |

## Chứng nhận
| Quốc gia                                                                           | Chứng nhận | Số đơn vị/doanh số chứng nhận |
| ---------------------------------------------------------------------------------- | ---------- | ----------------------------- |
| Úc (ARIA)                                                                          | Bạch kim   | 70.000^                       |
| Áo (IFPI Áo)                                                                       | Vàng       | 25.000*                       |
| Bỉ (BEA)                                                                           | Bạch kim   | 50.000*                       |
| Pháp (SNEP)                                                                        | Bạch kim   | 500.000*                      |
| Đức (BVMI)                                                                         | Vàng       | 0^                            |
| Hà Lan (NVPI)                                                                      | Bạch kim   | 75.000^                       |
| Thụy Điển (GLF)                                                                    | Bạch kim   | 30.000^                       |
| Thụy Sĩ (IFPI)                                                                     | Vàng       | 25.000^                       |
| Anh Quốc (BPI)                                                                     | Bạc        | 200.000^                      |
| * Chứng nhận dựa theo doanh số tiêu thụ. ^ Chứng nhận dựa theo doanh số nhập hàng. |            |                               |